# Байрсброн
Байрсброн (нем. Baiersbronn) — община в Германии, в земле Баден-Вюртемберг.

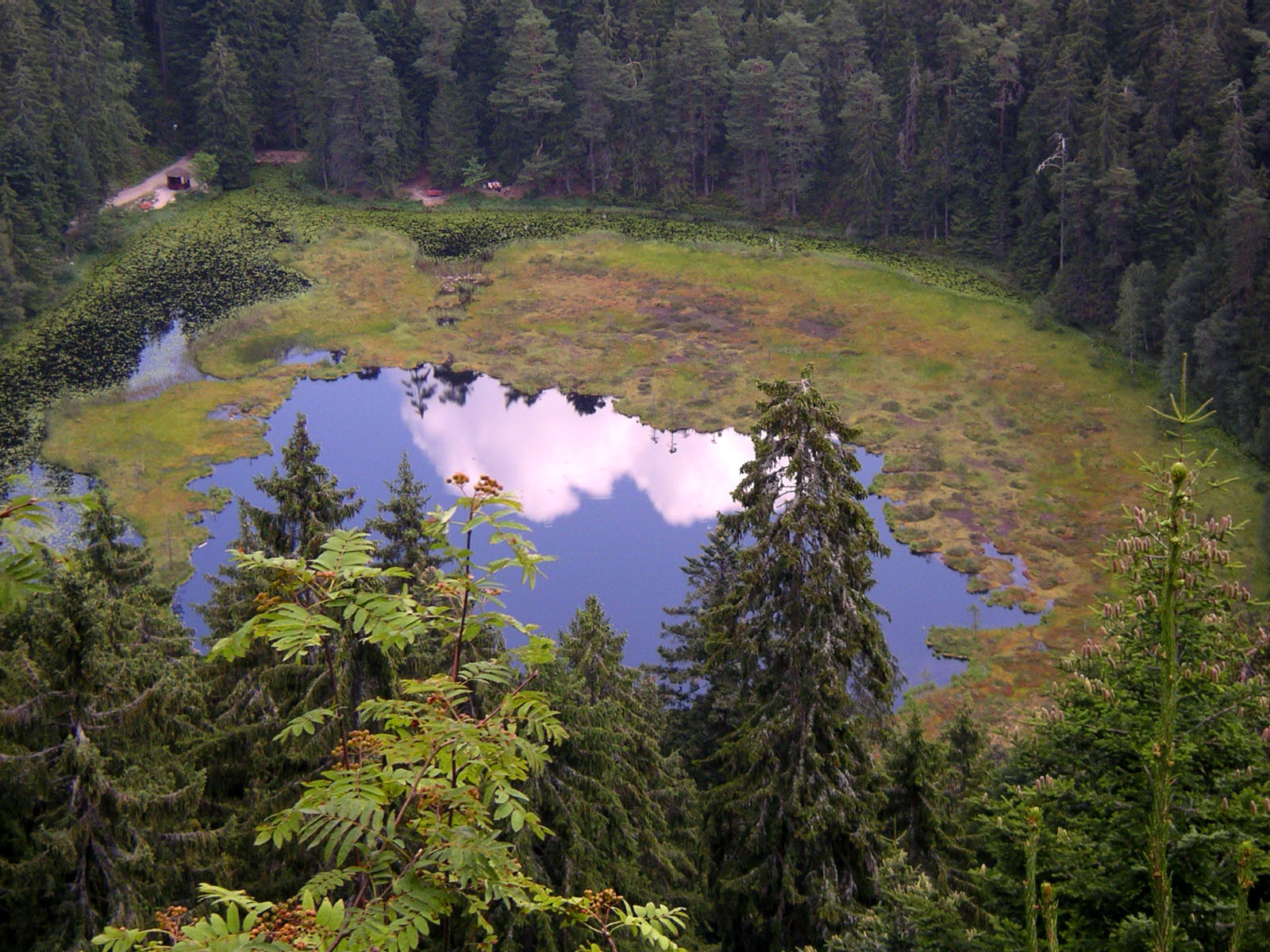
Байрсброн

Подчиняется административному округу Карлсруэ. Входит в состав района Фройденштадт. Население составляет 15 498 человек (на 31 декабря 2010 года). Занимает площадь 189,70 км².
Недалеко от города (юго-запад) расположен знаменитый в округе природный памятник — водопад (Sankenbachwasserfall) и небольшое озеро (на фото).
В Байрсброне находятся два из девяти (на 2011 год) ресторанов Германии, которых критики компании «Мишлен» отметили высшей оценкой, — Restaurant Bareiss и Schwartzwaldstube. Кроме этой коммуны, двумя трёхзвёздочными ресторанами может похвастаться только один город страны — Бергиш-Гладбах.
В 1997 году в Байрсброне был открыт музей сказок Вильгельма Гауфа, где можно многое узнать и о писателе, и о его произведениях, и об истории Шварцвальда, где разворачиваются события «Холодного сердца» — одной из самых увлекательных и поучительных сказок Гауфа. Современные интерактивные аудио- и видеоматериалы помогают посетителям живо представить себе мир, жизнь и быт обитателей здешних мест в те давние времена, о которых повествует автор, рассказывая об углежогах, стеклоделах, а также о сплавщиках леса: один из главных героев сказки — великан-плотогон Михель по прозвищу Голландец. Прототипом этой мрачной мистической фигуры послужил, по легендам, богатый торговец древесиной из Байрсброна.